# Godeni
Godeni è un comune della Romania di 3 246 abitanti, ubicato nel distretto di Argeș, nella regione storica della Muntenia.
Il comune è formato dall'unione di 5 villaggi: Bordeeni Capu-Piscului, Cotești, Godeni, Malu.
Il villaggio più antico del comune è quello di Cotești, citato in un editto di Vladislav II del 1452, dove si cita anche una chiesa che si trovava sulla stessa area occupata da quella attuale, più moderna.
Ai primi del XX secolo Godeni era noto soprattutto per la presenza di un importante giacimento di lignite, attualmente non più sfruttato.